# 宇都宮市立今泉小学校
宇都宮市立今泉小学校（うつのみやしりつ いまいずみしょうがっこう）は、栃木県宇都宮市元今泉一丁目にある公立の小学校。

## 沿革
出典
- 1928年（昭和3年）4月25日 - 宇都宮市今泉尋常小学校として開校。宇都宮市では初の鉄筋コンクリート製の建物となった[4]。
- 1930年（昭和5年）9月12日 - 講堂兼特別室竣工
- 1937年（昭和12年）8月31日 - 木造二階建校舎増築
- 1941年（昭和16年）4月1日 - 宇都宮市今泉国民学校に校名変更
- 1947年（昭和22年） 
  - 2月11日 - 学校給食を開始
  - 4月1日 - 宇都宮市立今泉小学校に校名変更
- 1949年（昭和24年）6月30日 - 戦中に全焼した校舎を再建
- 1954年（昭和29年）4月1日 - 宇都宮市立峰小学校開校により峰地区児童が峰小学校へ転校
- 1957年（昭和32年）
  - 4月1日 - 学区変更により今泉9丁目の児童が宇都宮市立錦小学校へ転校
  - 12月8日 - 講堂改修竣工しピアノを購入
- 1958年（昭和33年） - 分教室を開設
- 1961年（昭和36年）2月15日 - 鼓笛隊が結成され誕生発表会を開催
- 1962年（昭和37年）4月10日 - 分教室が宇都宮市立泉が丘小学校として独立開校
- 1964年（昭和39年）4月8日 - 特殊学級設置（1学級）
- 1970年（昭和45年）
  - 6月19日 - プール竣工
  - 12月15日 - 校歌の碑除幕式
- 1977年（昭和52年）3月20日 - 鉄筋3階建の新校舎竣工
- 1978年（昭和53年）
  - 7月26日 - 鉄筋3階建ての管理校舎竣工
  - 11月24日 - 新体育館竣工、校門・フェンス及び舗装工事完了
- 1980年（昭和55年）
  - 10月12日 - 栃の葉国体にて集団演技出場
  - 12月18日 - 北校舎増築教室竣工
- 2023年（令和5年）9月14日 - 3年生100人が宇都宮ライトレール宇都宮芳賀ライトレール線（LRT）を使った社会科見学を実施[5]。LRTの団体利用は開業以来初となった[5]。

## 通学区域
- 宇都宮市[6]
  - 宿郷1丁目，宿郷2丁目の一部，宿郷3丁目の一部
  - 中今泉3丁目の一部，中今泉4丁目の一部，中今泉5丁目の一部
  - 東宿郷1丁目 - 6丁目
  - 元今泉1丁目 - 5丁目，元今泉6丁目の一部，元今泉7丁目の一部，元今泉8丁目
  - 峰1丁目の一部
  - 川向町の一部
  - 宮みらいの一部

## 進学先中学校
- 宇都宮市立泉が丘中学校[6]

中学受験などを受け、宇都宮大学共同教育学部附属中学校や栃木県立宇都宮東高等学校・附属中学校、私立中学校などへ進学する場合もある。

## 交通
- 公共交通
  - JR東日本宇都宮線宇都宮駅東口より徒歩約7分[7]